# 三金潭车辆段
三金潭车辆段位于武汉市东西湖区,是武汉地铁3号线和武汉地铁8号线车辆停放、保养、检修的场所。该车辆段由武汉地铁3号线和武汉地铁8号线合建，是武汉首个两条线合建的车辆段。此外，该车辆段还设置有控制中心，负责3、6、7号线的列车调度控制工作。

## 图片
- 3-8号线联络线
- 3号线部分
- 8号线部分
- 8号线列车
- 8号线车库
- 三金潭控制中心